# Panousea africana
Panousea africana är en ringmaskart som beskrevs av Rullier och Amoureux 1969. Panousea africana ingår i släktet Panousea och familjen Sabellidae. Inga underarter finns listade i Catalogue of Life.